# Sebastià de Borbó i de Bragança
Sebastià Gabriel de Borbó i de Bragança (Rio de Janeiro, 4 de novembre de 1811 - Pau, 11 de gener de 1875) va ser Infant de Portugal i d'Espanya. Nascut durant l'exili de la família reial portuguesa al Brasil, va instal·lar-se a Madrid des de 1816. A la mort de Ferran VII va donar suport a la causa carlina i va marxar a Roma, però acabaria tornant després de la seva reconciliació amb la reina Isabel II. Després de la caiguda dels Borbons el 1868, va exiliar-se a França, d'on no tornaria ja a causa de la seva mort. Va destacar per ser un notable mecenes de les arts, reunint una important col·lecció de pintura que va ser venuda i dispersada pels seus descendents.

## Biografia
Va néixer el 4 de novembre de 1811 a Rio de Janeiro, fill de Pere Carles de Borbó, infant d'Espanya, i de Maria Teresa de Bragança, infanta de Portugal i princesa de Beira. La família reial portuguesa s'havia refugiat al Brasil arran de l'ocupació del país per part de la tropes napoleòniques. Era net per via paterna de l'infant Gabriel de Borbó i de la infanta Maria Anna Victòria de Bragança i per via materna del rei Joan VI de Portugal i de la Infanta Carlota Joaquima d'Espanya.
Va rebre el títol d'infant de Portugal el 9 de novembre de 1811.
Molt ben format, tenia amplis coneixements en idiomes, dominava el castellà, el portuguès, l'anglès, el francès i l'alemany, formà una tertúlia d'intel·lectuals al seu voltant.
L'any 1816 s'establí a la Cort espanyola. Arribà a Madrid amb la seva mare, la infanta Maria Teresa de Portugal i la seva tia, la infanta Maria Francesca de Portugal que acabava de contraure matrimoni amb l'infant Carles Maria Isidre de Borbó. A la mort del rei Ferran VII d'Espanya va fugir de la capital i s'instal·là a Roma on s'uniria formalment i a la pràctica a l'exèrcit del pretendent carlí, el seu oncle, l'infant Carles Maria Isidre de Borbó.
El 8 d'abril de 1824 se li atorgà el títol d'infant d'Espanya. Addicionalment va ser elegit cavaller del Toisó d'Or, però el 1836 se li va retirar la distinció pel suport a la causa carlina i només fou rehabilitat el 1861, quan es va reconciliar amb Isabel II. També va ser Gran Prior de Castella i Lleó de l'Orde de Sant Joan de Jerusalem.

### Carrera militar
Participà activament a la lluita carlista en el segon setge de Bilbao i després de la desfeta de Luchana fou nomenat General en cap de l'exèrcit del Nord. Lluità tant contra el general Espartero com contra el general Sarsfield. El seu paper fou decisiu en la victòria d'Oriamendi on les seves tropes destrossaren la Legió Auxiliar Britànica a les portes de Sant Sebastià.
L'any 1837, el pretendent carlí li conferí l'ordre d'organitzar l'exèrcit carlí per l'Expedició Reial que el conduiria fins a les envistes de Madrid. El fracàs de l'expedició, a causa de fets bàsicament d'índole política i no militar, feren caure en desgràcia a l'infant Sebastià que es veié relegat del seu càrrec a l'exèrcit del pretendent.
En mantingué fidel al costat del pretendent carlí fins a l'any 1839, any del Conveni de Vergara, any en què abandonà la península per establir-se a Nàpols. No fou fins a l'any 1859 que pogué retornar a la Península després d'una amnistia promoguda per la reina Isabel II d'Espanya.

### Exili
L'any 1868, després del derrocament de la reina Isabel II d'Espanya, s'oferí a Sant Sebastià per organitzar escamots contrarevolucionaris junt amb els generals carlistes Elío i Perúla. L'any 1868 s'instal·là a la ciutat bearnesa de Pau on es dedicà a intentar reconciliar les dues branques borbòniques, els carlistes i els isabelins, sense gaire sort.
Morí l'any 1875 al seu exili bearnès com a conseqüència d'una complicació en una malaltia pulmonar.

## Matrimonis
Casat el dia 26 de maig de 1832 amb la princesa Maria Amàlia de Borbó-Dues Sicílies, filla del rei Francesc I de les Dues Sicílies i de la infanta Maria Isabel de Borbó. Del matrimoni no van néixer fills i l'infant es va casar a Madrid el 19 de novembre de 1860 en segones núpcies amb la infanta Maria Cristina de Borbó, filla de l'infant Enric, duc de Sevilla. La parella va tenir cinc fills:
- Francesc Maria de Borbó, duc de Marchena (Madrid, 1861-Neuilly-sur-Seine, 1923)
- Pere d'Alcàntara de Borbó, duc de Dúrcal (Madrid, 1862-París, 1892)
- Lluís Jesús de Borbó, duc d'Ansola (Madrid, 1864-Alger, 1889)
- Alfons Maria de Borbó (Madrid, 1866-1934)
- Gabriel de Borbó (Pau, 1869-Madrid, 1889)

## Mecenes
Pintor i acadèmic, va ser un dels mecenes importants del moment. Va reunir una col·lecció notable de pintura clàssica, a més de fixar-se en pintors contemporanis, alguns dels quals va donar protecció, com Lluís Ferrant o Ramon Martí. Després de la seva mort, la col·lecció seria venuda i dispersada per la seva vídua i els seus fills, moltes obres van acabar a subhasta, si bé algunes van passar a mans de l'estat i van ingressar al Museu del Prado.